# Mariano Puga
Mariano Puga Concha (Santiago, 25 de abril de 1931-Santiago, 14 de marzo de 2020) fue un sacerdote católico diocesano y activista por los derechos humanos chileno. Conocido como «cura obrero» –por su labor simultánea de clérigo y trabajador de la construcción–, fue párroco de La Legua, creador de la Parroquia Universitaria –institución de carácter pastoral, destinada a atender las necesidades espirituales de estudiantes, académicos, trabajadores y población general– y defensor de los Derechos Humanos durante la dictadura militar de ese país.

## Biografía

### Primeros años de vida
Nació en el Cité Concha y Toro, pleno centro de Santiago, donde se crio junto a seis hermanos en el seno de una familia tradicional republicana y aristocrática (entre cuyos ancestros se cuenta don Mateo de Toro Zambrano). Su padre, Mariano Puga Vega, fue un ilustre parlamentario, católico liberal y exembajador en Estados Unidos, mientras su madre, Elena Concha Subercaseaux, era nieta de Melchor Concha y Toro, por lo que estaba emparentada directamente con los dueños de Viña Concha y Toro.
Realizó los estudios primarios y parte de los secundarios en Londres, donde su familia se había establecido temporalmente. Al regresar a Chile asistió al exclusivo Colegio Grange y continuó en la Escuela Militar, para finalmente cursar estudios superiores en la Pontificia Universidad Católica de Chile, donde abandonó la carrera de Arquitectura para seguir su vocación religiosa.

### Sacerdocio
La vocación de Puga afloró mientras estudiaba Arquitectura, cuando un trabajo relacionado con vivienda social lo condujo a él y algunos compañeros al humilde campamento de San Manuel –comuna de San Joaquín–, en la ribera del Zanjón de la Aguada, donde entró en contacto con la extrema pobreza. Tras un voluntariado permanente ayudando a menesterosos, finalmente optó por abandonar sus estudios universitarios para ingresar al Seminario Diocesano, donde fue ordenado sacerdote en 1959 y enviado a París ese mismo año, para estudiar liturgia. Desde ahí continúa estudios en Italia y Bélgica, obteniendo el grado de Doctor en Teología Moral, lo que le permitiría impartir cátedra teológica en la Universidad Católica de Chile.

### Bajo la Dictadura
A fines de 1972 abandonó el Seminario para trasladarse a Chuquicamata, donde trabajó como cura obrero en empresas subcontratistas, siendo testigo de la explotación laboral. Por esa época su adhesión al movimiento Cristianos por el Socialismo generó controversia y determinó su salida de la Parroquia y del Seminario por instrucción del cardenal Raúl Silva Henríquez, que en una primera etapa removió del mando a clérigos con posturas progresistas. En 1973 acudió a prestar asistencia espiritual para detenidos en el Estadio Nacional, pero fue rechazado por soldados de guardia en el recinto.
Posteriormente llegó a Villa Francia —comuna de Estación Central en Santiago— en calidad de pioneta de la fábrica de casas Corvi, empresa que sería clausurada tras el Golpe Militar. La cesantía lo llevó a ofrecer servicios como pintor de obra gruesa para capillas, colegios y ferreterías de la capital.
En junio de 1974 fue capturado mientras trabajaba y conducido a Villa Grimaldi y a Tres Álamos, episodio que recordaría como la peor de las siete detenciones a que fue sometido en dictadura.
A mediados de los 80 tuvo audiencia con el general Augusto Pinochet, entonces líder de la dictadura militar, a quien enrostró la situación de Derechos Humanos que afectaba a opositores políticos.
Luego de un breve exilio a Perú, retornó a Chile para integrarse a la Bolsa de Cesantes con que la Vicaría de la Solidaridad buscó aliviar la crisis laboral y económica de los 80. 
En 1987, participó en la visita a Chile del Papa Juan Pablo II, donde intentó contener los disturbios ocurridos durante la Misa que el entonces sumo pontífice ofició en el Parque O'Higgins.
Por espacio de doce años (1980-1992) trabajó en Pudahuel para posteriormente migrar a la población La Legua, donde permaneció y ejerció activamente la organización social hasta 2002.

### Años posteriores a la dictadura
Tras el regreso a la democracia Puga se hizo misionero en la Región de Los Lagos, específicamente en la localidad de Colo (isla de Chiloé), donde continuó su labor pastoral. Posteriormente vuelve a establecerse en Villa Francia.
En 2009 es condecorado con el premio Héroe de la Paz, que anualmente otorga la Universidad Alberto Hurtado. La ceremonia, efectuada en dependencias del Congreso Nacional, fue encabezada por la entonces presidenta de Chile, Michelle Bachelet.
En 2016 asistió a la Misa donde diez prisioneros de la cárcel de Punta Peuco pidieron simbólicamente perdón por crímenes cometidos en dictadura. A pesar de recibir fuertes críticas por tomar parte en esta actividad, Puga afirmó: «no puede haber perdón si no hay reparación, aporte a la justicia y aporte de la información que ellos manejan y no han planteado a los Tribunales».
En 2018 se unió a manifestantes que protestaban contra el Obispo de Osorno, Juan Barros –acusado de encubrir abusos sexuales del ex párroco Fernando Karadima Fariña), durante la visita del Papa Francisco a Chile. Además, a fines de este mismo año fue objeto de una investigación en su contra a cargo de la Delegación por la Verdad y la Paz —entidad subordinada al Arzobispado de Santiago—, tras denuncias por eventual abuso de poder y conciencia. Aunque las acusaciones fueron retiradas durante el proceso, finalmente la Iglesia determinó sancionar al presbítero por «uso arbitrario de la liturgia», lo que dio lugar a diversas muestras de apoyo a su persona, en redes sociales.
En 2019 abandonó Villa Francia y viajó al Encuentro Mundial por la Fraternidad, celebrado en Filipinas. De regreso en Chile comenzó en abril del mismo año el tratamiento contra el cáncer linfático que lo aquejaba. Tras el estallido social de octubre en ese país, Puga apoyó la manifestación popular mediante una carta titulada "«El despertar no tiene que morir nunca más!», publicada en la página web del Comité de defensa y promoción de Derechos Humanos de La Legua.
En 2020, y a pesar de su enfermedad, visitó la comunidad de Colo, Comuna de Quemchi, donde se reunió con gran cantidad de fieles a quienes asistió por años, entregando formación y motivando esta área pastoral.
El 25 de febrero encabezó una misa en el frontis del Centro de Justicia de Santiago, para exigir la libertad de los detenidos tras el estallido social. Todos cumplían prisión preventiva tanto en recintos penitenciarios como en centros del Servicio Nacional de Menores (Sename). La actividad fue convocada por la Coordinadora 18 de Octubre y la Agrupación de Familiares de Santiago 1.
El 3 de marzo y días antes de su muerte, a sus 88 años, redactó una carta donde interpela a clérigos católicos chilenos. Desde el Hospital Clínico de la Universidad Católica, donde se encontraba internado, el sacerdote reafirmó su compromiso con los Derechos Humanos y con familiares de “asesinados, presos políticos, enceguecidos, callados y encarcelados producto de la protesta social desde el 18 de octubre hasta ahora”:

“Hospital UC, 3 de Marzo del 2020

Hermanos curas:
El pasado martes a las 10:30 hrs en las afueras del Centro de Justicia de Santiago, celebramos la Cena del Señor Jesús entre cientos de personas quienes soñamos un Chile distinto. En especial con los familiares de los asesinados, presos políticos, enceguecidos, callados y encarcelados producto de la protesta social desde el 18 de octubre hasta ahora. Hicimos también memoria de los carabineros heridos, de comerciantes y de gente de los vecindarios que han sido atropellados en sus derechos, de los que han sido atentados y violentados. “Todo lo que le hiciste a tu hermano más pequeño, a mí me lo hiciste” (Mt 25).
Al conocer la realidad sociopolítica de los familiares de las víctimas noté que muy pocos de ellos se sentían en comunión de Iglesia, aunque muchos admiran a Jesús y su mensaje. Esa es la primera impresión que me llevo. Nunca me había tocado la experiencia de una “Iglesia en salida” que exigía una improvisada catequesis de la Eucaristía para ese mundo. 
El papa Francisco nos dijo: “la Eucaristía no es un premio para los buenos, sino la fuerza para los débiles” y así lo repetí con todas mis fuerzas. La segunda impresión que me llevé fue ver la cantidad de personas que comulgaron el cuerpo y la sangre del justo, de Jesús de Nazaret.
Durante estos meses habíamos tratado de comulgar con el cuerpo de Cristo, perdigoneado , dañado, mutilado, asesinado… ¿No era consecuente comulgar con el cuerpo de Cristo?…. “quien come el Cuerpo de Cristo indignamente, come su propia condenación” (1 Cor 11, 27).
Con dolor me tocó percatarme que éramos solo dos los presbíteros quienes estábamos compartiendo la Cena del Señor con esa masa de gente. ¿Qué es eso? ¿Es esa la Iglesia en salida que nos pide el querido papa Francisco?

Después de tanta solidaridad compartida, con estos hermanos crucificados… ¿Se justifica que solo dos presbíteros hayan acompañado a ese PUEBLO el día que denunciábamos su dolor? “¿De qué vale la fe si no tiene obras?” (St 2, 14), ¿Con qué Cristo comulgamos?”

### Enfermedad y fallecimiento
Desde 2019 estaba siendo tratado por un linfoma. Debido al empeoramiento de su salud fue ingresado al Hospital Clínico de la Universidad Católica. Su deceso se produjo en su domicilio en la Villa Francia, la madrugada del 14 de marzo de 2020, a la edad de 88 años.